# بديده شانديز
 شركة باديه شانديز لتنمية السياحة الدولية (المعروفة باسم باديه شانديز، پدیده شاندیز) هي شركة قابضة إيرانية خاصة مشتركة الأسهم نشطة في المطاعم والسياحة والبناء.

## الجدل
تتصرف الشركة كشركة عامة من خلال بيع الأسهم على الرغم من كونها شركة مساهمة. قفز سعر سهمها من 2000 إلى 100000 ريال من 2009 إلى 2014. في يناير 2015، والمدعي العام في مشهد اتهم الشركة ب «الغش» بقيمة 34300000000 دولار أمريكي. على الرغم من أن رئيس الشركة نفى هذا الادعاء، إلا أن ذلك أدى إلى انخفاض سعر السهم بنسبة 20 ٪. تخضع الشركة حاليًا للتحقيق المثير للجدل من قبل القضاء الإيراني.  يُزعم أن الشركة تتلاعب بالأسهم.

## الإعلانات
تستخدم باديه إعلانات ضخمة في مشاريعه، ويقال أنه يمتلك حصة ⅓ في إعلانات المطارات الإيرانية، بالإضافة إلى دفع 5.1٪ من دخل إذاعة جمهورية إيران الإسلامية (IRIB) من الإعلانات.

## نادي باديده خراسان لكرة القدم
في يوليو 2013، اشترت شركة باديه شانديز نادي ميس سرتشمة لدوري آزادغان وأعادت تسميته باسم نادي شهر خودرو بعد موسم واحد، تمت ترقية النادي إلى دوري الخليج الفارسي للمحترفين في عام 2014. 